# Helena Liniewska
Helena Liniewska z domu Halamaj (ur. w Sokalu, zm. 1 stycznia 1976) – polska rolniczka, „Sprawiedliwa wśród Narodów Świata”.

## Życiorys
Helena Liniewska wraz z matką Franciszką prowadziły niewielkie gospodarstwo w Sokalu w obwodzie lwowskim. Podczas II wojny światowej ocaliły miejscowych Żydów z rodzin Kramów, Maltzów i Kindlerów, ukrywając ich w schowkach nad chlewem i pod kuchenną podłogą. Przed wojną w Sokalu mieszkało 6 tysięcy Żydów. Przeżyło 30, z czego 16 dzięki staraniom Halamajów.
W listopadzie 1942 Franciszka sama zaproponowała kryjówkę handlarzowi bydłem Mosze Maltzowi oraz lekarzowi Dawidowi Kindlerowi, którzy wraz z rodzinami zbiegli z getta. Również wówczas znalazł tam miejsce malarz pokojowy Joszua Kram wraz z żoną i synem. Kramowie nocami pomagali Halamajom w gotowaniu, nie wiedząc jednak, dlaczego potrzebują one tyle jedzenia i że nie są jedynymi Żydami, których ukrywają. Franciszka zakupiła świnie i kury, aby uzasadnić przed sąsiadami konieczność noszenia do chlewu wiader z jedzeniem i wynoszenia z nieczystościami. Na wszelki wypadek wygłaszała w miasteczku antysemickie uwagi. Chociaż jeden z sąsiadów odkrył ukrywanych, nie wydał ich Niemcom. W lipcu 1944 w Sokalu skończyła się wojna. 19 lipca, po 20 miesiącach, Żydzi opuścili Halamajowych i wkrótce wyjechali z Polski. Przez następne lata utrzymywali z nimi kontakt.
W 1984 Helena Liniewska wraz z matką zostały odznaczone medalem Sprawiedliwych wśród Narodów Świata. Stały się bohaterkami amerykańskiego filmu dokumentalnego No. 4 Street of Our Lady z 2009 oraz książki Tajemnice mojej matki autorstwa Jenny L. Witterick.

### Ukrywający się:[1]
- Samuel Kram (ur. 1936)
- Joszua Kram
- Regina Kram
- Simcha Kindler
- Eliasz Kindler (ur. 1938)
- Laura Kindler
- Dawid Kindler (1892–1984)
- Lea Letzter (zm. 2002)
- Fajga Malkin z d. Letzter (ur. 1938)
- Samuel Maltz (zm. 2003)
- Ita Nachfolger z d. Maltz (1907–2007)
- Chaim Maltz (ur. 1936)
- Hana Maltz (1909–1993)
- Mojżesz Maltz (1902–1992)
- Chaja Dewora Maltz (zmarła w ukryciu na gruźlicę)